# Molgula somaliensis
Molgula somaliensis is een zakpijpensoort uit de familie van de Molgulidae. De wetenschappelijke naam van de soort is voor het eerst geldig gepubliceerd in 1988 door Millar.